# 김서형 (뮤지컬 배우)
김서형(2001년 2월 11일 ~ )은 대한민국의 뮤지컬 배우다. 2023년 뮤지컬 <스웨그에이지: 외쳐, 조선!>으로 데뷔했다.

## 방송
- 빌드업 : 보컬 보이그룹 서바이벌 (2024) - 4위

## 공연
- 스웨그에이지 외쳐,조선! (2023) - 단 역